# 卓浦巴
卓浦巴（藏語：སྒྲོ་ཕུག་པ་，威利转写：sgro phug pa，1074年—1134年），本名释迦僧格（藏語：ཤ་ཀྱ་སེང་གེ་，威利转写：sha kya seng ge），藏传佛教宁玛派高僧，“三素尔”之一。
卓浦巴为素尔穹·喜饶扎巴的幼子，早年丧父。15岁起学法，曾跟随其父的著名弟子们学法宁玛派各种教义，包括经幻心三部密法、大圆满法等。后收徒弘法，因他在卓浦地方建立了卓浦寺，故被称为卓浦巴。
卓浦巴弟子甚多，著名者有“四麦、四纳、四敦”之称，其中最杰出的弟子为拉结·节敦甲那。